# Franco Bixio
Pour les articles homonymes, voir Bixio.
Franco Bixio, né le 29 janvier 1950 à Rome (Latium), est un compositeur italien.

## Biographie
Fils de Cesare Andrea Bixio (1896-1978), il a commencé sa carrière professionnelle en tant que compositeur de musique de film. Il a composé plus de soixante-dix bandes originales, dont celles de grands classiques de la comédie italienne comme Fantozzi (1975) et Fièvre de cheval, coécrites avec Fabio Frizzi et Vince Tempera. Dans les années 1970, il a fondé les studios Trafalgar à Rome, un centre de production et de post-production audiovisuelles. Depuis 1990, il dirige le Gruppo Editoriale Bixio, qui a à son actif un catalogue historique d'édition de chansons et plus d'un millier de bandes originales, et le label Cinevox Record, consacré à la production de musique de film.
Au fil des ans, il s'est concentré sur la production de bandes son pour des feuilletons télévisées et sur la réédition du catalogue.
En 1993, il a fondé le label Musikstrasse, qui se consacre à la mise en valeur de répertoires de musique classique inédits ou rarement joués et à la promotion de jeunes talents émergents.
Avec Maestro Lotoro, pianiste et chercheur, il produit pour Musikstrasse une collection de disques comprenant des enregistrements de toute la musique composée dans les camps de concentration nazis entre 1933 et 1945, ainsi que le documentaire Musica concentrationaria, avec des interviews de musiciens ayant survécu à la Shoah.
De 1998 à 2004, Franco Bixio a été président de l'A.F.I. (Associazione dei Fonografici Italiani), puis conseiller.

## Filmographie partielle
- 1968 : Flammes sur l'Adriatique d'Alexandre Astruc
- 1968 : Les Biches de Claude Chabrol
- 1969 : La Femme infidèle de Claude Chabrol
- 1971 : Nokaut de Boro Drašković
- 1972 : La Fureur de vaincre (精武门, Jing wu men) de Lo Wei
- 1973 : Les Contes de Viterbury (I racconti di Viterbury - Le più allegre storie del '300) de Mario Caiano
- 1973 : La Vie sexuelle dans les prisons de femmes (Diario segreto da un carcere femminile) de Rino Di Silvestro
- 1975 : Les Quatre de l'apocalypse (I quattro dell'apocalisse) de Lucio Fulci
- 1975 : Il cav. Costante Nicosia demoniaco ovvero: Dracula in Brianza de Lucio Fulci
- 1977 : L'Emmurée vivante (Sette note in nero) de Lucio Fulci
- 1978 : Selle d'argent (Sella d'argento) de Lucio Fulci